# قلعة ساماي باتا

قلعة ساماي باتا ، (بالإنجليزية: Fuerte de Samaipata)‏. تقع في مقاطعة سانتا كروز، مقاطعة فلوريدا، بوليفيا. في السفح الشرقي لجبال الأنديز البوليفية. موقع أثري من مواقع اليونسكو للتراث العالمي تحت الرقم (883).

## خلفية تاريخية
القلعة ليست في الواقع تحصين عسري، ولكن تعتبر موقع ديني ما قبل كولومبس، ما قبل حضارة الإنكا. وهناك ايضاً أنقاض مدينة الإنكا التي بنت بالقرب من المعبد، بنيت المدينة خلال توسع الإنكا إلى الجنوب الشرقي.

## عناصر الموقع
تتألف قلعة ساماي باتا الأثري من عنصرين أساسيين هما: التلة التي يبدو من خلال نقوشاتها العديدة أنّها شكّلت المركز الرسمي للمدينة القديمة (بين القرن الرابع عشر والسادس عشر)، والمنطقة الواقعة جنوب التلة والتي كانت تمثل الحي الإداري والسكني للمدينة. وتُعدّ هذه الصخرة الضخمة المحفورة التي تطل على المدينة الجاثمة في أسفلها خير شهادة على التقاليد والمعتقدات الشائعة ما قبل الغزو الإسباني والتي لا مثيل في كافة أرجاء القارة الأميركية.

## معرض الصور

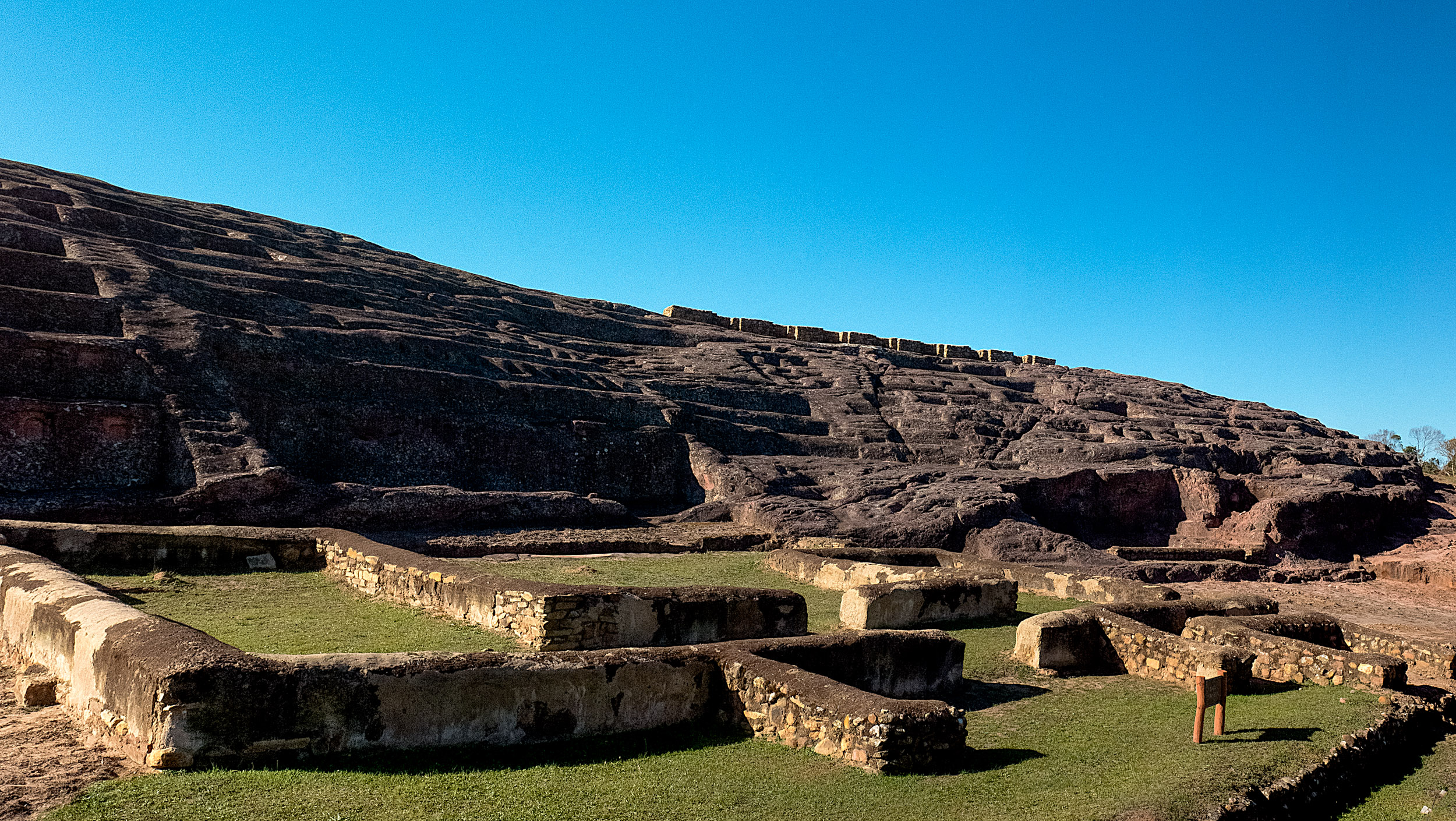
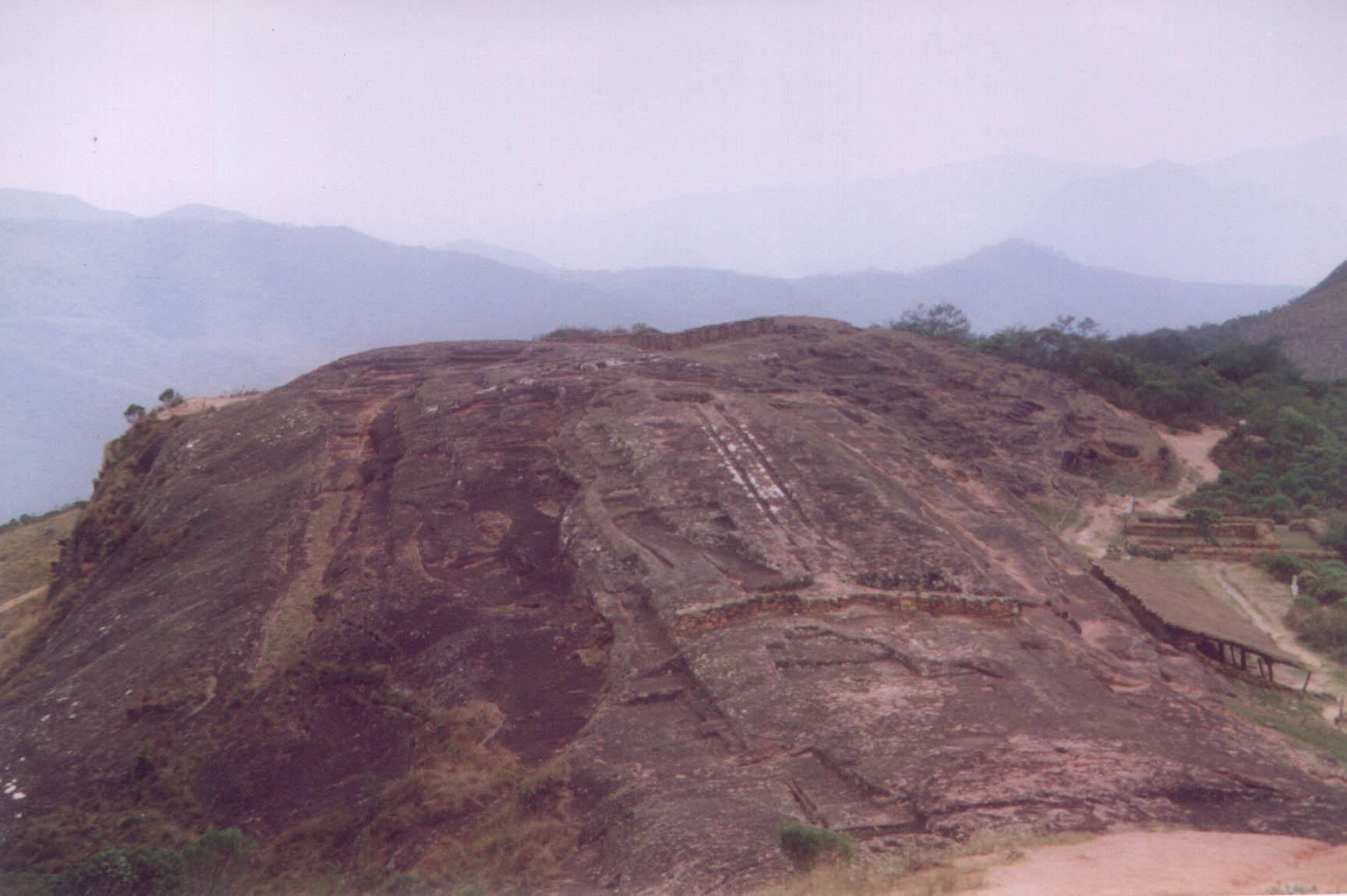
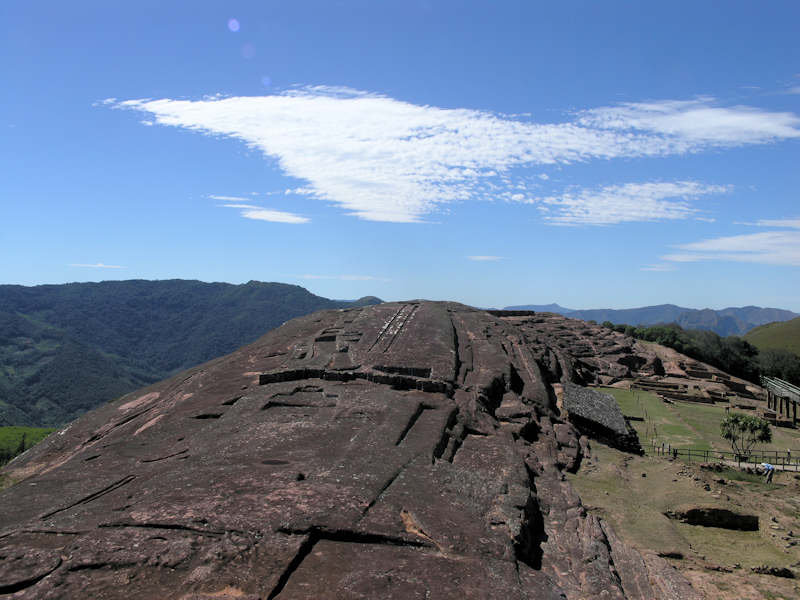
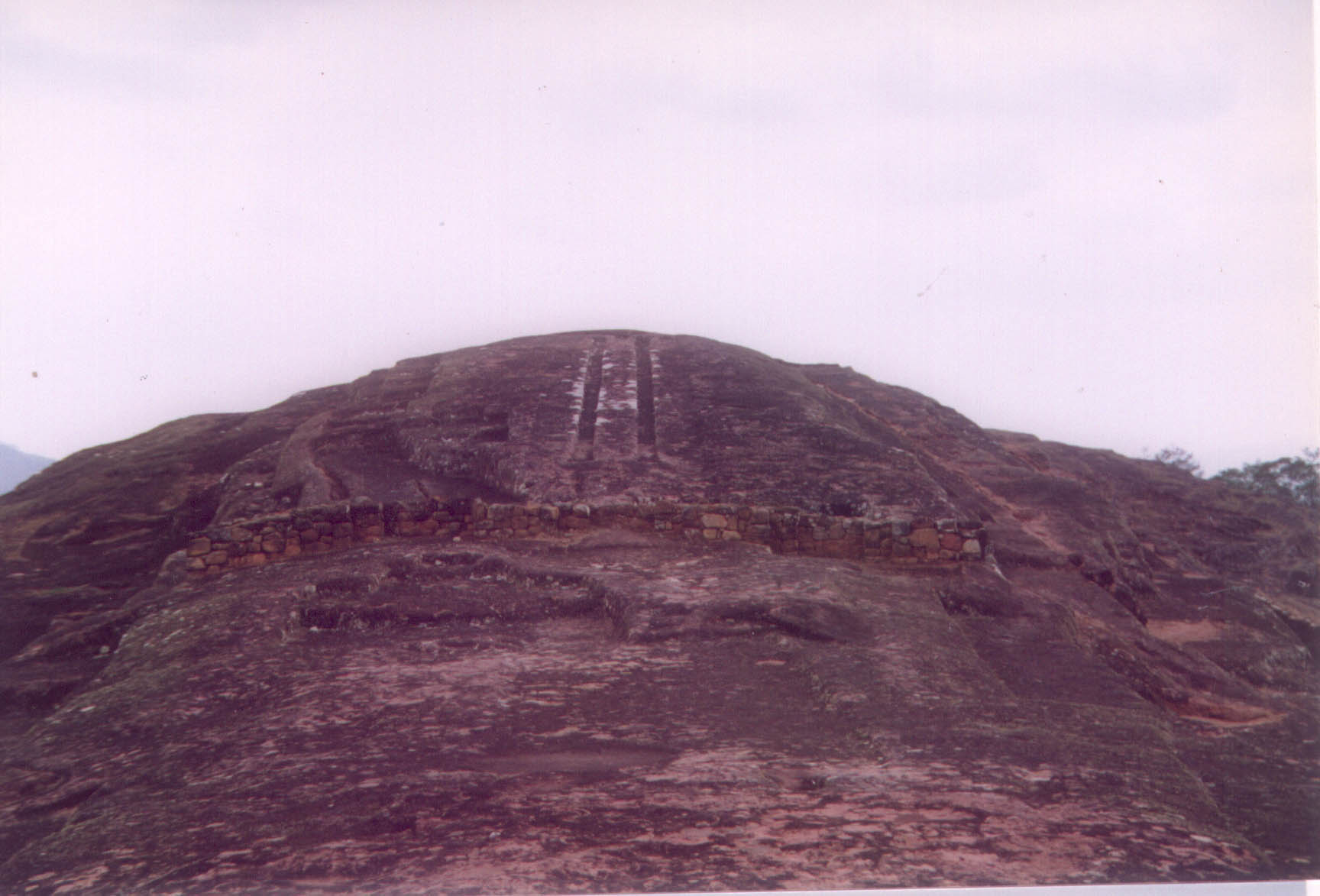
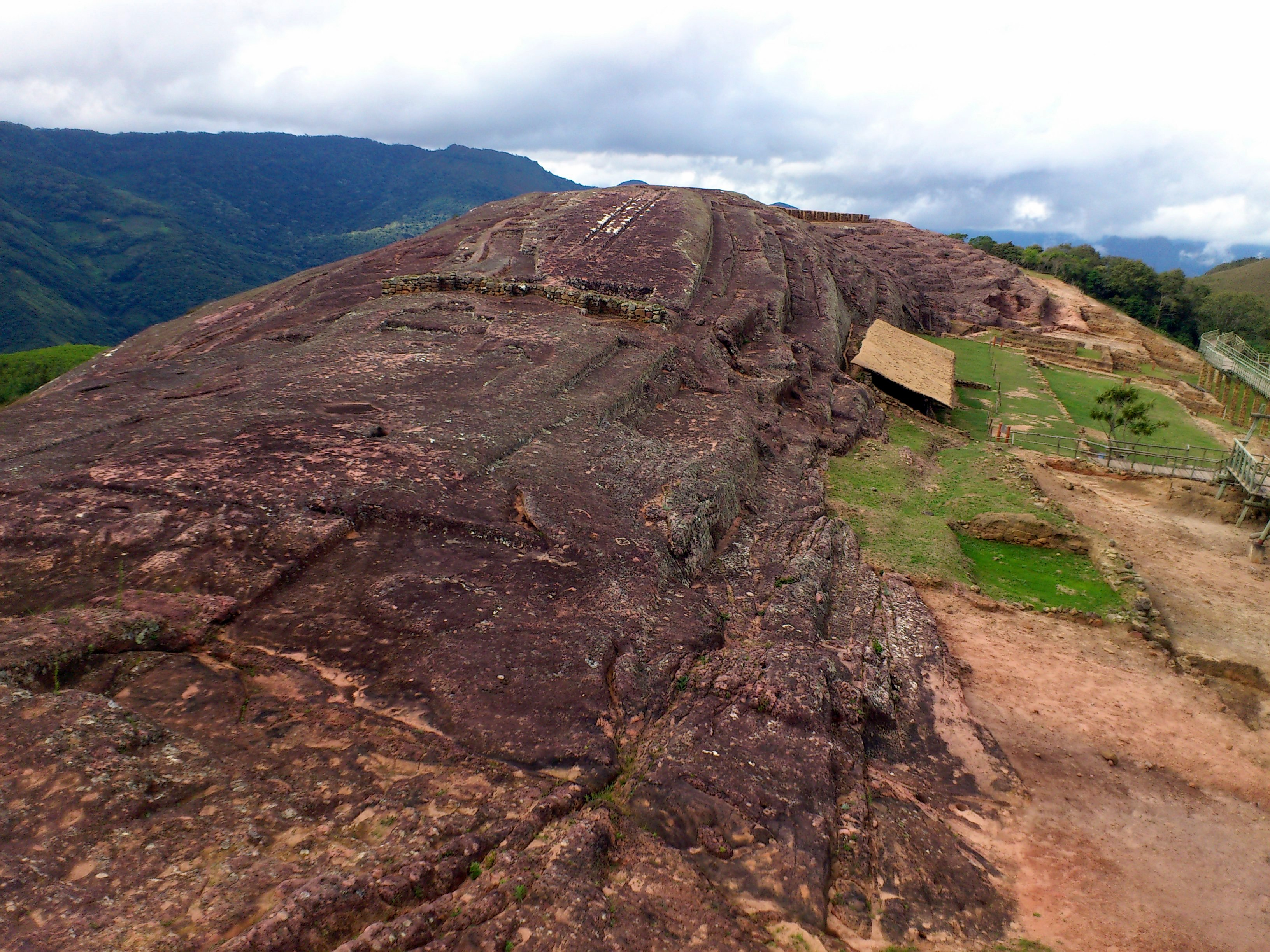
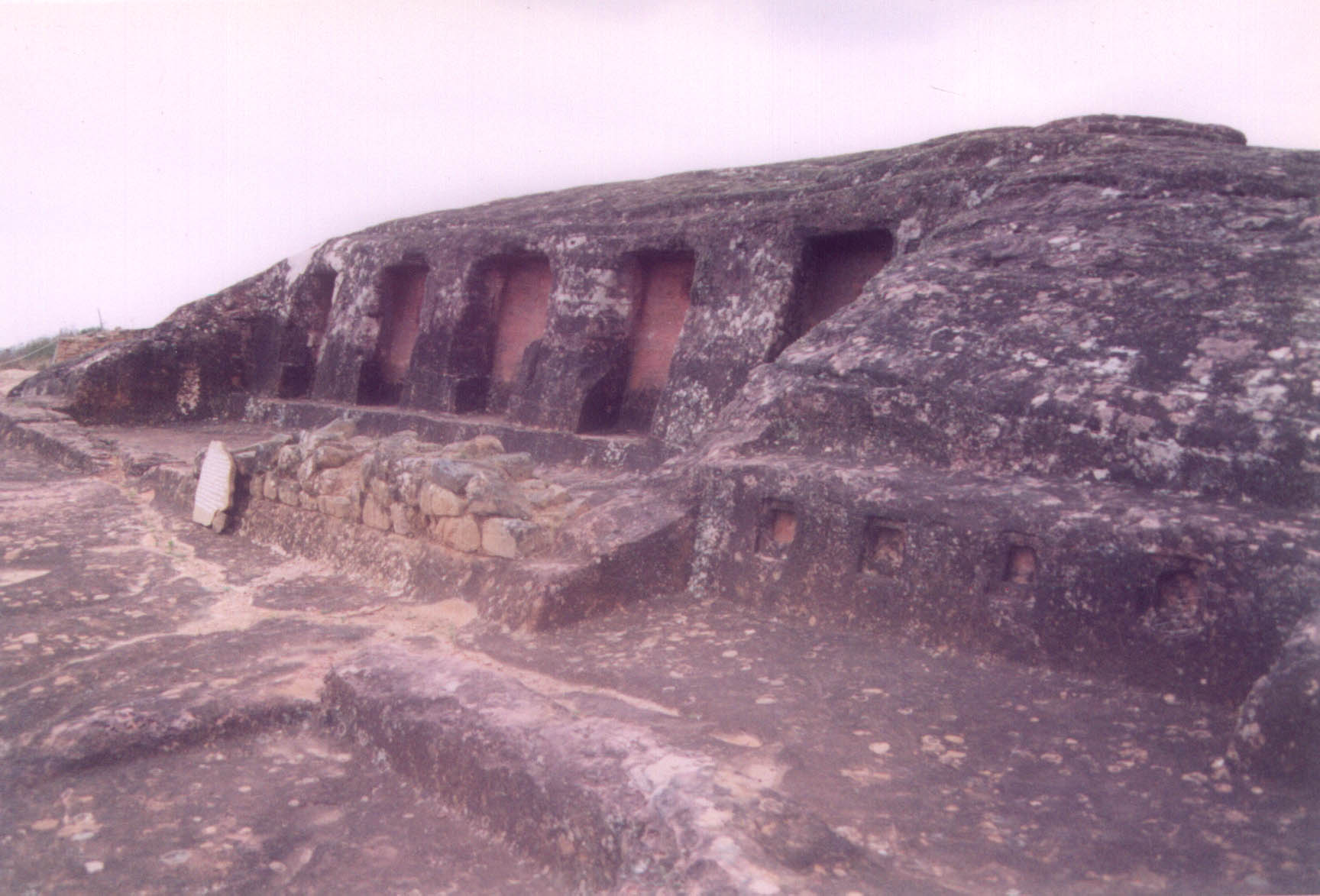
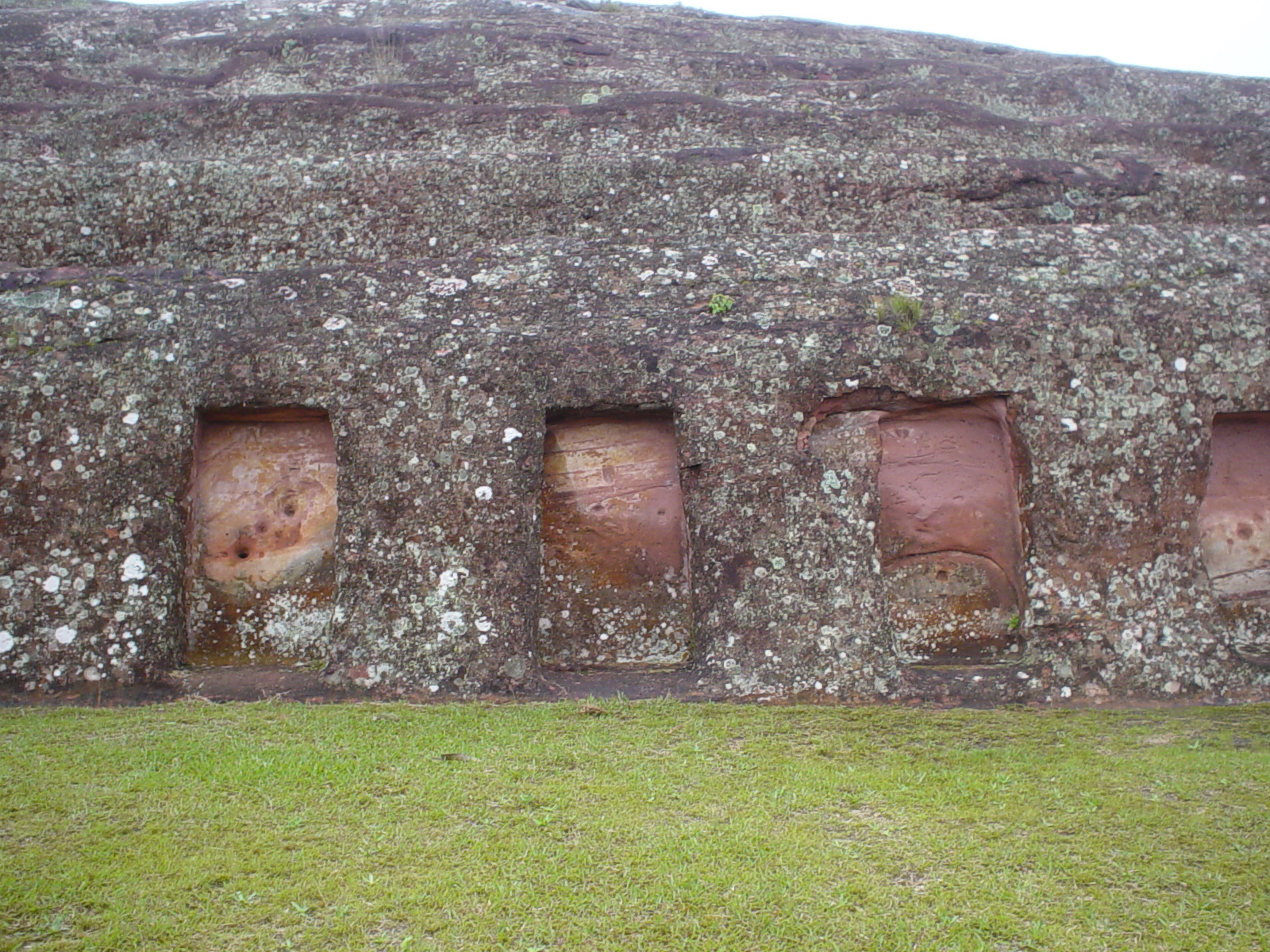
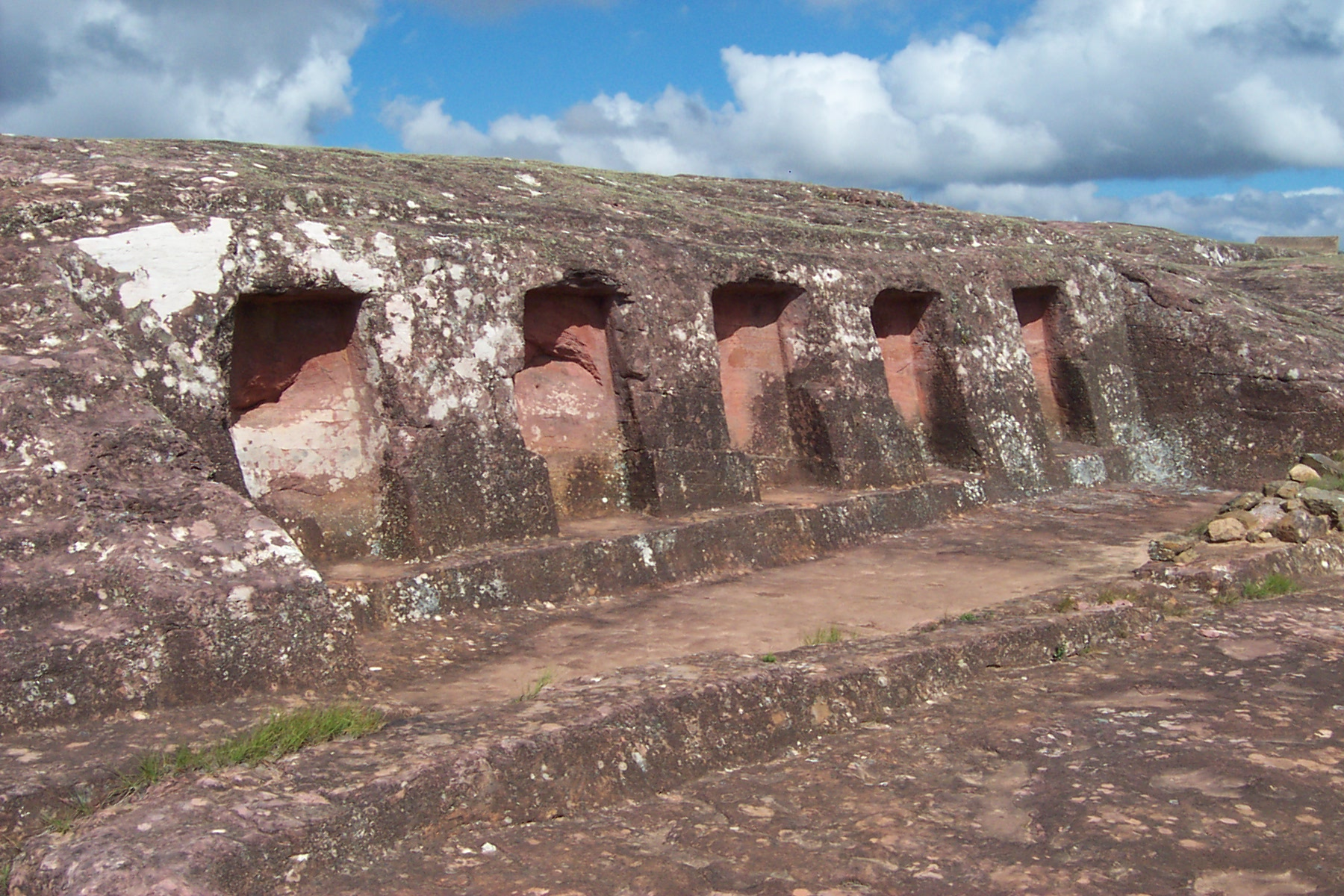
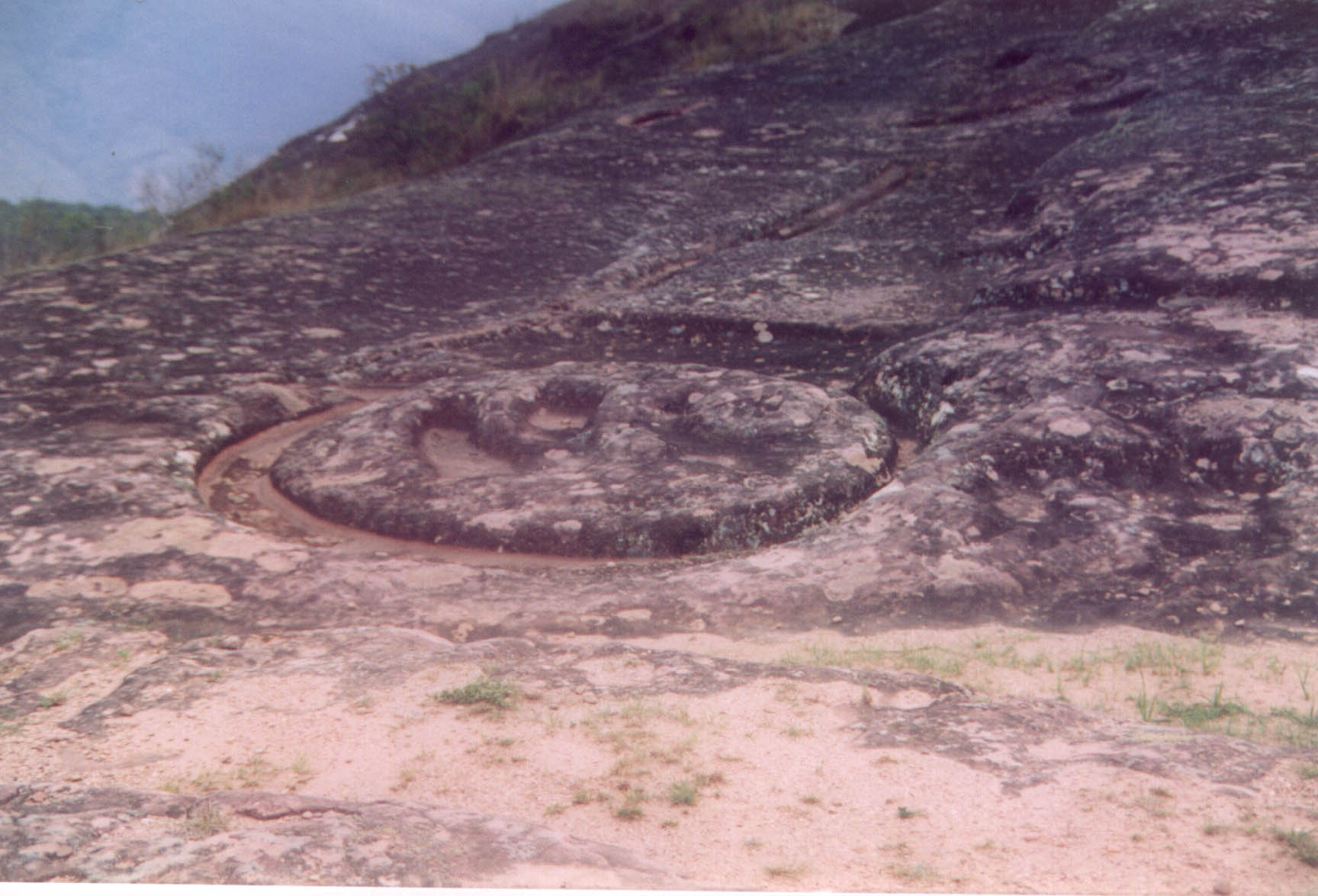